# 이브라힘 아마두
이브라힘 아마두(프랑스어: Ibrahim Amadou, 1993년 4월 6일 ~ )는 프랑스의 축구 선수이다. 그의 포지션은 수비형 미드필더 또는 중앙 수비수로, 현재 중국 슈퍼리그의 상하이 선화에서 활약하고 있다.

## 클럽 경력

### 낭시
카메룬 두알라에서 태어난 아마두는 4살 때 프랑스로 이주하여 콜롱브에서 살았고, 지역 클럽인 AS 쉐미노 드 뤠스트에서 경력을 시작했다. 그 후 그는 라싱 클뢰브 드 프랑스에서 4년을 보낸 후 2008년에 낭시 아카데미에 입단했다.
2013년 5월 26일, 아마두는 스타드 브레스투아와의 리그 1 시즌 마지막 경기에서 1분을 뛰며 프로 데뷔전을 치렀다. 2014년 8월 8일, 그는 오를레앙과의 리그 2 경기에서 데뷔골을 넣었다.

### 릴
2015년 7월 16일, 아마두는 €2M로 추정되는 이적료에 릴과 4년 계약을 맺고 이적하였다. 2015년 8월 7일, 그는 1-0으로 패한 파리 생제르맹과의 리그 1 2015-16 시즌 개막전에서 레나토 시벨리와 짝을 이뤄 중앙 수비수로 선발 출전하여 데뷔전을 치렀다. 2016년 3월 12일, 그는 2-1로 이긴 바스티아와의 경기에서 릴에서의 첫 골을 기록했다.
2017-18 시즌이 시작될 때, 마르셀로 비엘사 감독은 아마두를 주장으로 임명했다. 2017년 8월 13일, 그는 3-0으로 패한 스트라스부르와의 경기에서 퇴장당한 마이크 메냥 대신에 골키퍼를 맡았다.

### 세비야
2018년 7월 2일, 아마두는 스페인 라리가의 세비야와 4년 계약을 맺고 이적하였다.
2019년 8월 7일, 아마두는 완전 영입 옵션과 함께 노리치 시티로 1년간 임대되었다.
2020년 1월 31일, 노리치 시티와 임대 계약 해지 후, 그는 시즌이 끝날 때까지 레가네스로 임대되었다.
2020년 10월 5일, 아마두는 프랑스의 앙제로 임대되었다.

### 메스
2022년 1월 13일, 아마두는 프랑스의 메스와 2021-22 시즌이 끝날 때까지 계약을 맺고 이적하였다. 이 계약에는 2년 연장 옵션이 포함되었다.

### 앙제 복귀
2022년 9월 1일, 아마두는 앙제와 1년 계약을 맺고 복귀하였다. 2023년 3월 18일, 그는 앙제와 상호 합의하에 계약을 해지하였다.

### 상하이 선화
2023년 3월 30일, 아마두는 중국 슈퍼리그의 상하이 선화로 이적하였다.

## 국가대표팀 경력
카메룬에서 태어나 프랑스에서 자란 아마두는 프랑스 청소년 국가대표 일원이었다. 그는 카메룬 축구 국가대표팀에 차출되었으나 이를 거부했다.

## 수상 내역
릴
- 쿠프 드 라 리그 준우승: 2015–16[3]